# Nerea Martí
Nerea Martí (Albalat dels Sorells, 2 de janeiro de 2002) é uma piloto profissional de automóveis espanhola. Ela foi apresentada ao kart na infância, depois que seu pai e seu tio decidiram abrir uma pista de kart quando ela tinha nove anos. Em 2017, Martí quebrou recordes ao tornar-se a primeira mulher a conquistar o título no Campeonato de Karting da Comunidade Valenciana. No ano seguinte, ela ganhou o campeonato valenciano pela segunda vez e conseguiu o segundo lugar do pódio na Série Rotax España. Em 2019, avançou para os carros de fórmula correndo no Campeonato Espanhol de F4. Posteriormente, disputou a W Series.

## Vida Pessoal
Nerea casou no dia 1 de junho de 2024 com jogador de futebol, Hugo Duro.